# Wilson Ramos
Wilson Abraham Ramos Campos (Valencia, Venezuela, 10 de agosto de 1987) es un beisbolista profesional venezolano que juega en la posición de receptor. En el torneo de la Liga Venezolana de Béisbol Profesional en su tierra natal, juega con los Bravos de Margarita

## Carrera profesional

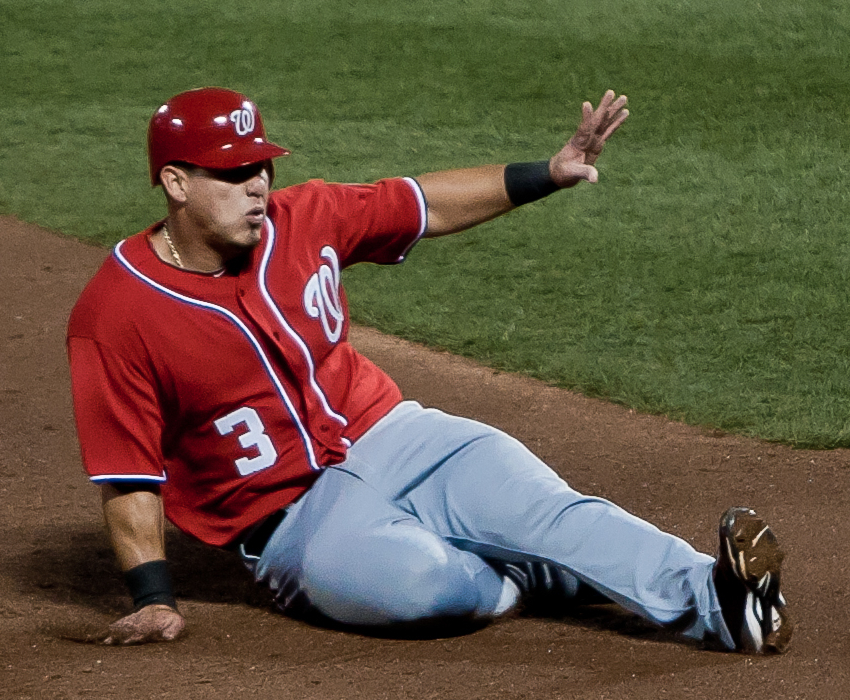
Wilson Ramos jugando por los Washington Nationals en la temporada 2011

### Minnesota Twins
Fue firmado por la organización Mellizos de Minnesota de la Liga Americana en 2006 a la edad de 18 años y se desempeñó en ligas menores hasta 2009, cuando es promovido a la sucursal AA de Minnesota. Al año siguiente sube a AAA y realiza una impecable campaña con el Rochester Red Wings. Una lesión del megaestelar receptor titular Joe Mauer le da la oportunidad de debutar con el equipo mayor en la MLB, lo cual sucede el 2 de mayo de 2010 en un juego donde su equipo derrotó a los Cleveland Indians 8 carreras a 3, realizando un impresionante trabajo ofensivo al conectar de 5-4, con un doble y una carrera anotada. Ramos se convirtió así en el único receptor en la historia de la MLB en conectar cuatro hits el día de su debut, siendo también el primer jugador de Minnesota Twins en hacerlo desde que lo hiciera Kirby Puckett en 1984.

### Washington Nationals
A pesar de su excelente rendimiento ofensivo, una vez Mauer estuvo recuperado de su lesión, Ramos fue reasignado nuevamente a AAA. Allí es canjeado al Syracuse Chiefs, también de la International League, pero afiliado a los Nacionales de Washington, de la Liga Nacional. Allí batea para .316 en 20 juegos, conectando tres jonrones, impulsando ocho carreras y anotando 14.
El 19 de agosto de 2010, Ramos es llamado al equipo mayor de Washington, en un juego contra Atlanta Braves. No obstante batear de 4-0, su trabajo en la receptoría fue clave para el triunfo de los Nationals por 6 carreras a 2. Desde entonces es titular en Washington. En 2011 bateó para .267 con 52 impulsadas y 48 anotadas, 22 dobles y 15 jonrones.
El 12 de mayo de 2012, Ramos se desgarró un ligamento cruzado anterior en la rodilla derecha, por lo que fue colocado en la lista de lesionados de 60 días por el resto de la temporada 2012.
Ramos y Kurt Suzuki iniciaron el 2013 como los receptores titulares de los Nationals. Sin embargo, Ramos se lesionó el tendón de la corva el 13 de abril, llevándolo a la lista de lesionados y siendo reemplazado por Jhonatan Solano. Luego de ser activado el 29 de abril, volvió a la lista de lesionados el 16 de mayo debido a la misma lesión. Fue activado el 4 de julio, y en su primer juego se fue de 4-3 con un jonrón de tres carreras y cinco carreras impulsadas en total. Su sólido mes de julio, en el cual bateó para .302/.333/.540 con cuatro jonrones y 17 carreras impulsadas en 18 juegos, lo llevó a ser utilizado como el receptor titular sobre Suzuki, el cual fue transferido a los Oakland Athletics el 23 de agosto. Ramos finalizó el año bateando para .272/.307/.470 con 16 jonrones y 59 carreras impulsadas.
En el juego inaugural de la temporada 2014 se rompió la mano izquierda, al recibir un pelotazo de foul.
El 15 de enero de 2015 firmó un contrato de un año y 3,5 millones de dólares con los Nationals, luego de participar en 88 juegos en 2014 y registrar .267 de promedio de bateo (de 341-91) con 11 jonrones, 47 empujadas, 32 anotadas, 17 bases por bolas y 57 ponches recibidos.
El 13 de enero de 2016, Ramos renovó con los Nacionales y evitó el arbitraje salarial con un contrato de un año y $5.35 millones. El 5 de julio de 2016, fue escogido a su primer Juego de Estrellas como receptor de reserva del equipo de la Liga Nacional. Al finalizar la temporada, fue premiado con el Bate de Plata como receptor, luego de registrar promedio de bateo de .307 con 22 jonrones y 80 impulsadas.

### Tampa Bay Rays
El 12 de diciembre de 2016, los Rays de Tampa Bay hicieron oficial la contratación del receptor venezolano por las próximas dos temporadas, a cambio de 12.5 millones de dólares. El acuerdo cuenta con varios incentivos por rendimiento que podrían llevar la cantidad a 18.25 millones, según MLB. Debutó con el equipo el 24 de junio de 2017, luego de recuperarse de una cirugía en la rodilla derecha. Finalizó la temporada 2017 con promedio de .260, 11 jonrones y 35 impulsadas en apenas 64 juegos.

### Philadelphia Phillies
El 31 de julio de 2018, Ramos fue cambiado a los Filis de Filadelfia por un jugador que se nombraría más tarde. Entre los dos equipos en 2018, bateó .306/.358/.487 con 15 jonrones y 70 impulsadas en 382 turnos al bate.

### New York Mets
El 18 de diciembre de 2018, los Mets de Nueva York contrataron a Ramos por dos temporadas y $19 millones.
El 28 de octubre de 2020, los Mets declinaron una opción de $10 millones sobre el contrato de Ramos para la temporada 2021. En cambio, se le otorgó una bonificación de $1.5 millones y se declaró agente libre.

### Detroit Tigers
El 29 de enero de 2021, los Tigres de Detroit firmaron a Ramos con un contrato por un año y $2 millones.

## Secuestro y rescate
El miércoles 9 de noviembre de 2011, Wilson Ramos es secuestrado por un grupo de sujetos armados mientras se encontraba de visita en casa de sus padres, en la ciudad de Valencia. Durante el tiempo que duró en cautiverio, su secuestro alcanzó notoriedad nacional, con el propio Ministro del Interior de Venezuela declarando a los medios de comunicación acerca de la activación de un operativo de rescate e incluso internacional, toda vez que la organización para la cual juega en la MLB emitió un comunicado expresando preocupación por la situación, así como enviando un mensaje de aliento a la familia del jugador.
Ramos fue finalmente rescatado con vida el 11 de noviembre de 2011, en una zona montañosa cercana a Montalbán, Estado Carabobo. Posteriormente y a pesar de la tensión provocada por la situación vivida, el nativo de Valencia decidió continuar con sus planes de jugar en el torneo local para su equipo, Tigres de Aragua, para de esta manera "agradecerle a la afición todo el apoyo brindado".